# Masseeëlla
Masseeëlla, rod gljiva u koljenu Basidiomycota iz reda Pucciniales, razred Pucciniomycetes. obuhvaća (zasada) sedam vrsta. Rod je opisao Dietel 1895

## Vrste
- Masseeëlla breyniae Thirum.
- Masseeëlla capparis (Hobson bis ex Cooke) Dietel. Sinonim Cronartium capparis Hobson bis ex Cooke 1886
- Masseeëlla ciferrii Ciccar.
- Masseeëlla flueggeae Syd.
- Masseeëlla narasimhanii Thirum.. Sinonim: Kamatomyces narasimhanii (Thirum.) Sathe 1966
- Masseeëlla putranjivae T.S. Ramakr.
- Masseeëlla terminaliae Patw.